# Kardinallori
Der Kardinallori (Pseudeos cardinalis, Synonym: Chalcopsitta cardinalis) ist eine Vogelart auf verschiedenen Inseln des östlichen Papua-Neuguinea und auf den Salomonen weit verbreitet ist.

## Merkmale
Der Kardinallori erreicht eine Größe von 31 Zentimetern. Diese große Loriart hat einen langen Schwanz, im Flug zeigt sich der gefächerte und abgestufte Schwanz. Von unten ist er durch seine charakteristische Keilform sofort zu erkennen. Er hat ein rotes Gefieder, das am Kopf etwas heller und an Rücken, Flügeln und Schwanz etwas dunkler und matter ist. Das Gefieder auf der Brust und der Unterseite der Flügel ist mit einem hellen sandgelben Zeichnung überzogen. Die Federn am Bauch sind dunkler. Jede einzelne Feder am Bauch hat eine dunkle Basis, was beim Betrachten der Loris einen schwachen gesprenkelten Effekt erzeugt. Die mittleren Federn der Unterflügel sind rötlich dunkelbraun, entlang der vorderen Kante des Oberflügels kann man einen schwachen violetten Überzug an den Federn ausmachen. Der Rest des Flügels ist rot. Der Schnabel ist korallenfarben, an der Spitze hell und an der Oberschnabelbasis mit einer schwarzen Färbung versehen. Die schwarze Schnabelhaut ist in der Mitte mit leichten gelben Flecken versehen. Die Augenringe sind schwarz und die Iris hat eine dunkle orangerote Färbung. Die Füße sind schwärzlich-grau. Es ist kein Geschlechtsdimorphismus vorhanden. 
Die Jungvögel unterscheiden sich von den Altvögeln durch die helleren Federn an Rücken und Flügeln. Außerdem haben sie einen kürzeren Schwanz, eine dunkelgelbe Iris und einen Schnabel, der noch dunkel-orange gefärbt ist. 
Die Art ist monotypisch, es sind daher keine Unterarten bekannt.

## Stimme
Der Kardinallori hat einen rauen, krächzenden und trockenen Ruf, der als wiederholendes zheeet-zheeet beschrieben wird. Sein Ruf kann mit dem Ruf des Allfarbloris verglichen werden, aber der Ruf des Kardinalloris ist lauter und rauer. Seine Rufe sind außerdem als lautes, blubberndes Schreien beschrieben worden. Man hat bei dieser Loriart auch unterschiedliches Geschnatter gehört.

## Verbreitung und Bestand
Der Kardinallori kommt auf dem Bismarck-Archipel (Papua-Neuguinea) vor, unter anderem auf den entlegenen Inselgruppen Tabar, Lihir, Tanga und Feni. Zudem erstreckt sich die Verbreitung auf die Salomon-Inseln, welche größtenteils zum Inselstaat der Salomonen gehören. Außerdem hat die Art die Insel Ontong Java besiedelt, diese Insel liegt 300 km von den Salomonen entfernt. Nur eine kleine Anzahl der Vögel wird in Gefangenschaft gehalten, aber regelmäßig zur Nachzucht gebracht.

## Lebensraum und Lebensweise
Diese Loriart bewohnt Mangrovenwälder, Waldgebiete und an der Küste gelegene Kokosnuss-Plantagen. Meistens findet man sie in schwülen Gebieten, die zwischen 830 Metern Höhe in Bougainville und 1200 Metern Höhe in Kolombangara liegen. Es ist eine auffällige Loriart, die man häufig dabei sehen kann, wenn sie in einer Gruppe von 5 bis 20 Tieren durch die Luft fliegen, manchmal auch auf dem Weg zu einer anderen Insel. Die Kardinalloris ziehen durch ihr geräuschvolles Gezwitscher schnell die Aufmerksamkeit auf sich. Sie verbringen viel Zeit in den Baumkronen von blühenden Bäumen und Kokospalmen, sehr oft sitzen sie dort mit den kleineren und zierlicheren Allfarbloris zusammen. Die Kardinalloris ernähren sich von Pollen, Nektar, kleinen Beeren und Früchten.

## Fortpflanzung
Es ist nur wenig über ihr Paarungsverhalten in freier Wildbahn bekannt, aber einige Anzeichen wie das Flattern und Schwingen der Flügel ist schon im September gesehen worden. Das Balzen der Loris wurde im August beobachtet.

## Quelle